# Kittlmühle
Kittlmühle ist ein Gemeindeteil von Büchlberg im niederbayerischen Landkreis Passau. Es handelt sich um eine Einöde mit drei Einwohnern. Bis 1949 gehörte der Ort zur Gemeinde Donauwetzdorf.